# Ilja Igorewitsch Lagutenko

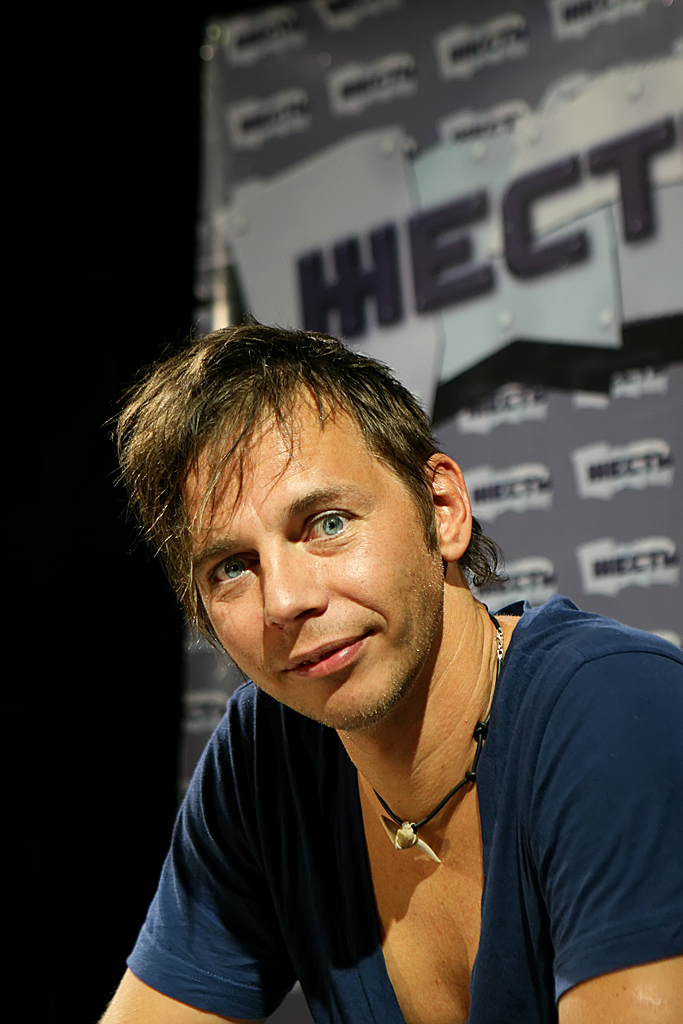
Ilja Igorewitsch Lagutenko (2009)

Ilja Igorewitsch Lagutenko (russisch Илья Игоревич Лагутенко; * 16. Oktober 1968 in Moskau) ist ein russischer Schauspieler und Musiker.

## Leben und Wirken
Kurz nach seiner Geburt zog Lagutenkos Familie nach Wladiwostok. Dort lernte er in der Schule Chinesisch und dank einem Kinderchor wurde es Ilja ermöglicht, durch die halbe Sowjetunion zu reisen und zu singen. 1992 schloss er die Fernost-Universität als Fernost- und Afrikaspezialist ab. Er arbeitete unter anderem für Firmen in England und China.
Lagutenko gründete dann mit drei Kollegen die Rockgruppe Mumi Troll. Ebenso bat er die damals noch unbekannte Semfira Ramasanova (russisch Земфира Рамазанова) in seinen ersten Album zu singen, worauf Semfira ebenfalls eine erfolgreiche Sängerin wurde.

## Filmografie
Ilja ist auch als Schauspieler tätig. Im Film Wächter der Nacht (Ночной Дозор) spielte Ilja den Vampir Andrei.

## Diskografie

### Singles (Auswahl)
- 2016: Zhit v bleske
- 2016: С любимыми не расставайтесь (mit Yolka)
- 2021: Дельфины (mit Therr Maitz)